# National Provincial Championship Division 2 2000
La National Provincial Championship Division 2 2000 fue la vigésimo quinta edición de la segunda división del principal torneo de rugby de Nueva Zelanda.

## Sistema de disputa
El torneo se disputa en formato todos contra todos a una sola ronda, los primeros cuatro clasificados al finalizar la fase regular clasifican a semifinales, los ganadores de estas clasifican a la final, el equipo que gana la final se corona campeón y asciende directamente a Primera División.

## Campeonato
Tabla de posiciones
| Pos. | Equipo         | Encuentros | Encuentros | Encuentros | Encuentros | Tantos | Tantos | Tantos | PB | PB | Puntos |
| Pos. | Equipo         | PJ         | PG         | PE         | PP         | F      | C      | Dif    | BO | BD | Puntos |
| ---- | -------------- | ---------- | ---------- | ---------- | ---------- | ------ | ------ | ------ | -- | -- | ------ |
| 1.º  | Bay of Plenty  | 8          | 7          | 0          | 1          | 237    | 154    | +83    | 4  | 0  | 32     |
| 2.º  | Hawke's Bay    | 8          | 6          | 0          | 2          | 227    | 163    | +64    | 4  | 0  | 28     |
| 3.º  | Nelson Bays    | 8          | 5          | 0          | 3          | 263    | 162    | +101   | 5  | 3  | 28     |
| 4.º  | King Country   | 8          | 5          | 0          | 3          | 240    | 224    | +16    | 4  | 1  | 25     |
| 5.º  | Marlborough    | 8          | 5          | 0          | 3          | 191    | 202    | -11    | 3  | 1  | 24     |
| 6.º  | Wanganui       | 8          | 4          | 0          | 4          | 150    | 156    | -6     | 0  | 3  | 19     |
| 7.º  | Manawatu       | 8          | 2          | 0          | 6          | 153    | 210    | -57    | 2  | 1  | 11     |
| 8.º  | Thames Valley  | 8          | 1          | 0          | 7          | 145    | 218    | -73    | 2  | 2  | 8      |
| 9.º  | Mid Canterbury | 8          | 1          | 0          | 7          | 145    | 262    | -117   | 2  | 1  | 7      |

|  | Semifinalistas. |

### Semifinales
| 15 de octubre | Bay of Plenty | 48 - 30 | King Country |  |  |

| 14 de octubre | Hawke's Bay | 16 - 43 | Nelson Bays |  |  |

### Final
| 21 de octubre | Bay of Plenty | 16 - 12 | Nelson Bays |  |  |

| Bandera de Nueva Zelanda |
| Campeón Bay of Plenty    |
| Primer título            |